# Шляси-Злоткі
Шляси-Злоткі (пол. Szlasy-Złotki) — село в Польщі, у гміні Карнево Маковського повіту Мазовецького воєводства.
Населення — 89 осіб (2011).
У 1975-1998 роках село належало до Цехановського воєводства.

## Демографія
Демографічна структура станом на 31 березня 2011 року:
|          | Загалом | Допрацездатний вік | Працездатний вік | Постпрацездатний вік |
| -------- | ------- | ------------------ | ---------------- | -------------------- |
| Чоловіки | 46      | 13                 | 30               | 3                    |
| Жінки    | 43      | 8                  | 26               | 9                    |
| Разом    | 89      | 21                 | 56               | 12                   |